# On the Third Day
| 전문가 평가                   | 전문가 평가    |
| 평가 점수                     | 평가 점수      |
| 출처                          | 점수           |
| ----------------------------- | -------------- |
| AllMusic                      | [ 2 ]          |
| Encyclopedia of Popular Music | [ 3 ]          |
| The Music Box                 | [ 4 ]          |
| MusicHound                    | 3/5            |
| Rolling Stone                 | (unfavourable) |
| The Rolling Stone Album Guide | [ 7 ]          |

《On the Third Day》는 영국의 프로그레시브 록 밴드 일렉트릭 라이트 오케스트라(ELO)의 세 번째 스튜디오 음반으로, 로이 우드의 의견 없이 녹음된 첫 번째 음반이다. 이 음반은 1973년 11월, 미국에서 유나이티츠 아티스트 레코드에 의해 발매되었고, 영국에서는 1973년 12월 14일, 워너 브라더스 레코드에 의해 발매되었다. 이 음반부터는 밴드 이름에서 《The Night the Light Went On in Long Beach》라는 단어가 제외되었으며, 이 음반은 그들의 라이브 음반 중 하나였다. 이 음반은 2006년 9월 12일에 재발매되었다.

## 발매
1973년에 발매된 세 번째 날은 당시 영국 차트 진입에 실패했지만, 미국 차트에서는 52위에 올랐다. 음반의 사이드 2는 ELO의 두 번째 음반 《ELO 2》 세션 중 또는 세션 직후에 녹음되었다. 세 번째 날에는 이전 음반보다 짧은 트랙이 포함되어 있었지만, 음반의 사이드 1에 수록된 네 곡은 연속적인 모음곡으로 연결되었다. 바이올리니스트 믹 카민스키는 윌프레드 깁슨을 대신해 이 음반의 사이드 1에서 데뷔했으며, 깁슨은 사이드 2 (보너스 트랙과 함께)에서 연주했다. 또한 첼리스트 콜린 워커는 비슷한 시기에 라인업을 떠났고 마이크 에드워즈는 솔로 첼리스트로 남게 되었다.

## 곡 목록
모든 곡들은 특별한 언급이 없는 한 제프 린에 의해 작사/작곡하였다.
| #  | 제목                                           | 재생 시간 |
| -- | ---------------------------------------------- | --------- |
| 1. | 〈Ocean Breakup / King of the Universe〉       | 4:05      |
| 2. | 〈Bluebird Is Dead〉                           | 4:25      |
| 3. | 〈Oh No Not Susan〉                            | 2:25      |
| 4. | 〈New World Rising / Ocean Breakup (Reprise)〉 | 4:40      |
| 5. | 〈Showdown〉                                   | 4:15      |

| #  | 제목                                 | 작사·작곡       | 재생 시간 |
| -- | ------------------------------------ | --------------- | --------- |
| 6. | 〈Daybreaker〉                       |                 | 3:50      |
| 7. | 〈Ma-Ma-Ma Belle〉                   |                 | 3:52      |
| 8. | 〈Dreaming of 4000〉                 |                 | 5:00      |
| 9. | 〈In the Hall of the Mountain King〉 | 에드바르 그리그 | 6:35      |